# Michael A. Jackman
Michael A. Jackman ist ein Filmproduzent.

## Karriere
Jackman begann seine Filmkarriere 1987 als Produktionsassistent bei Suspect – Unter Verdacht. Danach arbeitete er an zahlreichen Filmen als Executive Producer, leitender Mitarbeiter der Postproduktion und als Produktionsleiter. Bei dem Actionfilm Gangs of New York von Martin Scorsese leitete er 2002 die Postproduktion. In einem Interview sagte er, dass die erste Version in ihrer Intensität erschöpfend gewesen sei. Seine Aufgabe sei es gewesen, zwischen Scorsese und Produzent Harvey Weinstein zu vermitteln.
Bei der Serie aus Agent Cody Banks von 2003 und Agent Cody Banks 2: Mission London von 2004 war er als Produzent beteiligt. Im Jahr 2013 produzierte er den Kurzfilm A Teen’s Guide to Understanding and Communicating with People with Autism, für den er beim Queens World Film Festival 2015 mit dem Jurypreis ausgezeichnet wurde. Er war zeitweise leitender Vizepräsident des Studios Filmation. Sein bisher größter Erfolg ist die Produktion des Thrillers Konklave mit Regisseur Edward Berger, für den er zusammen mit Tessa Ross und Juliette Howell für den Oscar in der Kategorie Bester Film nominiert wurde.
Jackman sagte, dass der Film vor allem aufgrund der starken Vision von Regisseur Berger funktioniert habe. Zu Beginn der Produktion habe bereits Ralph Fiennes festgestanden, um den dann ein passender Cast gebaut wurde. Die Arbeit mit den hochkarätigen Schauspielern sehr sei angenehm und unkompliziert gewesen. Es sei allerdings schwierig gewesen, passende Sets zu finden, da das Filmen im Vatikan nicht erlaubt ist. Deshalb wurden auch die Innenwände der Sixtinischen Kapelle nachgebaut. Anschließend wurden die verschiedenen Drehorte in der Postproduktion geschickt zusammengebaut.

## Filmografie (Auswahl)
- 1987: Suspect – Unter Verdacht (Suspect)
- 2001: On Edge
- 2002: Gangs of New York
- 2003: Agent Cody Banks
- 2004: Vergiss mein nicht! (Eternal Sunshine of the Spotless Mind)
- 2004: Agent Cody Banks 2: Mission London
- 2012: Breakfast with Curtis
- 2013: A Teen’s Guide to Understanding and Communicating with People with Autism (Kurzfilm)
- 2016: Arrival
- 2018: Glider (Kurzfilm)
- 2020: Greyhound – Schlacht im Atlantik (Greyhound)
- 2022: The Good Nurse
- 2023: Catch the Killer
- 2024: Konklave (Conclave)

## Auszeichnungen
- 2015: Jurypreis des Queens World Film Festival in der Kategorie Bestes Filmdebüt für A Teen’s Guide to Understanding and Communicating with People with Autism
- 2025: BAFTA-Nominierung in den Kategorien Bester Britischer Film und Bester Film für Konklave
- 2025: Oscar-Nominierung in der Kategorie Bester Film für Konklave